# 陳小翠
陳小翠（1902年9月25日:4-5:370—1967年7月1日:37），原名陳璻，字翠娜，又字小翠，以字行。別署陳翠侯、翠吟樓主、空翠居士，齋號翠樓。浙江錢塘（今杭州）人。近代中國女性古典詩人、書畫家，兼擅詩、詞、曲、賦、駢文、散文、小說等各種古典文體。曾先後於上海創辦「中國女子書畫會」並擔任該會主任，受聘於無錫國學專修學校（上海分校）任職詩詞曲教授，及於上海中國畫院任畫師。文化大革命時，因不堪受辱而於上海寓所內開煤氣自殺。著有《翠樓吟草》20卷。:前言頁5-6

## 生平

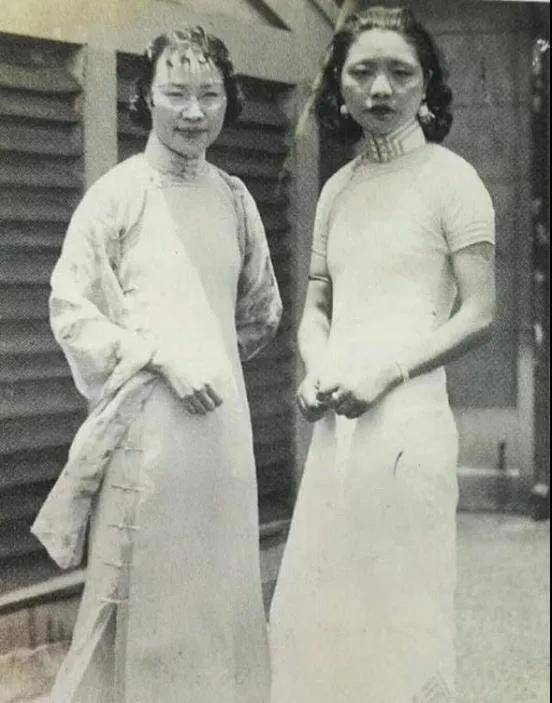
陳小翠（左）及女畫友顧飛，攝於1930年代

1902年9月25日（清光緒二十八年，壬寅年八月廿四日），陳小翠出生於浙江省杭州府錢塘縣（今浙江杭州），其原名陳璻由祖母王氏所改。陳小翠出身於書香世家，其父陳蝶仙乃著名實業商人及作家，其母朱恕則為清末民初杭州著名女詩人。1905年，陳小翠隨兄陳定山入私塾。1909年，隨父客寓江蘇平昌，然因鄉間常發生匪亂，陳家諸兒因而失學，陳氏乃攢錢購買《史記》自修並用以教導其弟陳次蝶；陳蝶仙則教授四聲，又受朱恕啟蒙，陳小翠遂始試寫詩。1913年，隨父居浙江鎮海，後舉家遷到上海。同年，陳蝶仙發起成立「三人公司」，專門翻譯英、美小說作品，如《福爾摩斯探案》系列小說等，由擅長英文的中學教師李常覺及吳覺迷選錄作品及口述譯文，後由陳定山及陳小翠兄妹筆錄，陳蝶仙則負責潤色定稿，往後五年間共翻譯了73部長短篇小說。1914年，12歲的陳小翠首次於報刊發表詩作。同年12月，由陳蝶仙主編的上海《女子世界》月刊第1期刊出陳小翠的詩作及照片，並於目錄上以「十二齡能詩女子陳翠娜」介紹。翌年，陳蝶仙亦有份主編的《申報》副刊「自由談」連載陳小翠之短篇小說劫後花；往後陳小翠之文學作品多散見於各報刊，尤以《申報·自由談》為甚。1916年，在陳蝶仙開設之「栩園函授社」學習詩詞曲賦。1918年，陳小翠中學畢業後，為父親所開辦、生產「無敵牌擦面牙粉」之「家庭工業社」公司負責香精研製事務。1919年，師從楊士猷、馮超然學畫。:4-10:370-373:61
1927年，陳小翠因父母之命而與辛亥革命時擔任浙軍都督之湯壽潛長孫湯彥耆成婚，陳蝶仙乃為陳小翠出版其個人作品集《翠樓吟草》以作嫁妝:75。1934年，與李秋君、馮文鳳、楊雪玖、顧青瑤、顧飛等女畫友於上海創辦「中國女子書畫會」，4月29日舉行第一次同人大會，陳氏獲選為該會常務委員兼任編輯。同年5月18日，陳氏與李秋君一同獲推舉為該會主任。1937年8月，淞滬會戰爆發，11月12日日軍攻陷上海，陳蝶仙、陳定山及陳次蝶經蕪湖、漢口逃到昆明，兩年後回滬；陳小翠與母親則留守上海。:373-384 1939年至1943年間，曾與女子書畫會成員馮文鳳、謝月眉及顧飛四人合辦三次「名媛書畫展覽」，首兩次於上海大新公司四樓畫廳舉行，第三次則於上海寧波同鄉會四樓舉辦。:385-387:116
1945年，第二次中日戰爭結束後，與鄭曼青、馬公愚、方介堪、鄧散木、鄭午昌、陳仲陶、張紅薇、陳運彰等文友於上海共結詩社「紗籠吟社」。1947年，南京國民政府上海教育局發起組織上海市美術館籌備處，陳氏擔任編輯委員。1948年，獲時任無錫國學專修學校校長唐文治聘任為該校上海分校之詩詞曲教授。同年10月10日，擔任由上海市文化運動委員會出版的《中國美術年鑑》之編審委員會主任委員。1954年元旦，當選「樂天詩社」理事。1956年，經吳湖帆引導，加入中國農工民主黨:63。1960年6月20日，上海中國畫院正式成立，陳氏與周煉霞、陸小曼等人獲聘為該院首批畫師。:384-393
1966年，文化大革命爆發。陳小翠當時位於滬西淮海路上海新村的住所經常遭里弄組織騷擾，後曾迫不得已而與女畫家龐左玉互換居所。陳氏又曾為逃避紅衛兵而兩次逃到外埠，後皆遭發現並被捉回上海中國畫院禁閉，更曾因私藏糧票而遭紅衛兵毒打。陳氏遂一度避居歷史學家兼其密友陳懋恆及丈夫趙泉澄的住所，但不久仍被迫搬出。1967年，陳氏由文化局「造反派」安排而遷入位於上海長樂路及東湖路交界的一座小洋樓底樓，其畢生所藏畫冊均遭變賣為廢紙。同年7月1日早上，陳氏剛回到畫院後，即望見畫院畫師正排列成行接受批鬥，陳氏遂立刻逃回寓所，但仍被紅衛兵察覺及被追蹤到寓所門前。陳氏雖閉門不納，然而紅衛兵依然不斷叩門並欲破門而入。陳氏最終服食安眠藥及開煤氣自盡，終年64歲。1972年，陳定山兒子、陳小翠姪子陳克言於臺北為陳小翠刊印《翠吟樓遺集》，並由陳定山作序。:393-394

## 家族
陳小翠祖父為錢塘中醫陳福元，祖母王氏。:369-370 父親陳栩，字蝶仙，近代中國實業家、詩人、小說家、畫家及報人，為中華民國大陸時期「鴛鴦蝴蝶派」代表作家之一，曾為南社成員。:385-386 母親朱恕，號懶雲，浙江仁和人，工詩詞。:387 兄陳定山，字小蝶，實業家、作家及書畫家，1948年遷居臺灣；育有一子陳克言。:374, 395 弟陳次蝶，字叔寶，婚後隨父親投入家庭工業社業務，主管化驗。:388-389
陳小翠於1927年與湯彥耆結婚，翌年生女兒湯翠雛。:378-379 湯翠雛為畫家顏文樑入室弟子，1957年僑居法國巴黎。:14:391

## 感情生活

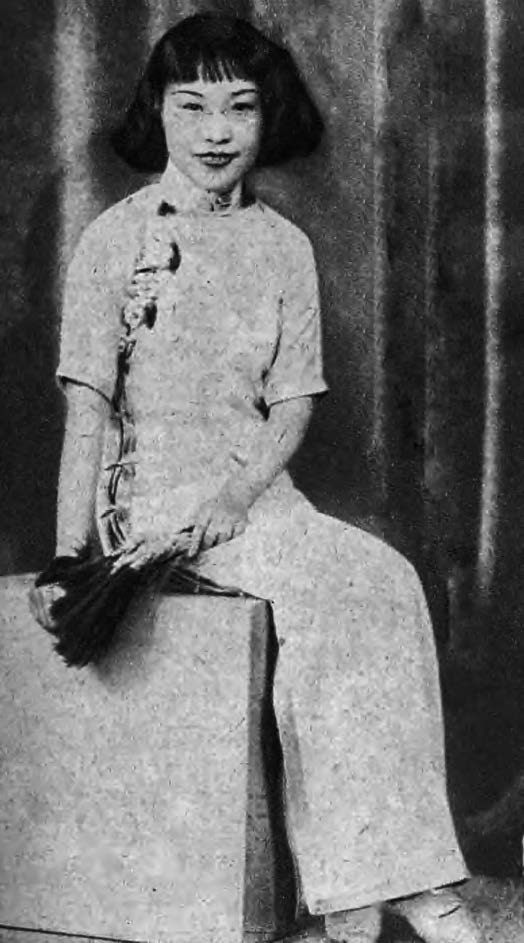
1934年的陳小翠

1922年1月，文學期刊《半月》第24期曾刊載陳小翠與作家施蟄存所撰半月兒女詞共24闋詞，當中施氏作15闋，陳氏作9闋。據施氏於《翠樓詩夢錄》（未出版）的記載，他於1921年將歌詠《半月》期刊第1期至第15期封面畫作的詞作寄予主編周瘦鵑後，久未獲回覆。後周氏乃請陳氏續寫9闋詞，再把二人詞作一併出版於《半月》第24期。當時施氏表叔沈曉孫正受聘於家庭工業社，陳氏亦於工業社負責配料事務。沈氏見二人詞作後，遂向陳蝶仙提親，陳蝶仙則要求施氏登門造訪。沈氏其後將陳小翠照片帶回松江施家讓施氏父母過目，施父旋赴之江大學與施氏商議此事，然施氏以「自愧寒素，何敢仰托高門」為由婉拒婚事，故施蟄存及陳小翠二人並無會面。:149-150:374
1927年，陳蝶仙將陳小翠許配予湯彥耆，但婚後兩三年陳小翠便與湯彥耆分居，但二人並未正式離婚。:29-30 中華人民共和國成立前，湯彥耆遷臺，後於1952年去世。
1940年代，陳蝶仙門生之一、陳小翠女畫友顧飛之兄長顧佛影曾寄贈詩作，向陳小翠暗表談婚論嫁之意，然陳氏後以詩作婉言謝絕。
1964年，施蟄存從鄭逸梅口中得知陳小翠位於上海淮海路上海新村的住址，後於2月20日登門拜訪。當時陳氏畫友吳青霞亦在陳氏寓所，陳施二人遂得以正式認識對方及首次見面。:392-393 此後，施氏曾數次拜訪陳氏並與其相互酬唱及寄贈作品。陳氏於文革時自殺身亡後，施氏深念這段「文字姻緣」，遂編成小集《翠樓詩夢錄》以紀念陳氏，並邀請書法家周退密為集子題寫書名及賦詩，以及詩人徐定戡等和詩。:150-151

## 評價
書法家錢振鍠曾作詩讚賞陳小翠的才氣，詩句云：「老子目光高一世，連朝擊節翠樓吟。」:13
文史學家鄭逸梅稱譽陳小翠為中華民國大陸時期「首屈一指」的才媛。
書畫家及詩人陳聲聰以「靈襟夙慧，女中俊傑」稱許陳小翠。:251
詞人及學者夏承燾於《天風閣學詞日記》中評陳小翠《翠樓吟草》曰：「詩詞皆大佳，誠不易得。」:207
學者劉夢芙於《「五四」以來詞壇點將錄》中將陳小翠擢為章回小說《水滸傳》人物「地壯星母夜叉孫二娘」，並謂其「天資奇慧……真絕代才女也」，又謂陳氏「詩之古、近體瑰美幽奇，雅近長吉、義山；而感時詠史之作，蒼涼雄健，又似劍南」。:357-358

## 著述
陳小翠文學作品乃結集為《翠樓吟草》20卷，包括《銀箏集》、《天風集》、《心絃集》、《香海集》、《滄洲集》、《綠夢詞》、《湖山集》、《掃眉集》、《丹青集》、《劫灰集》、《江南集》、《綠夢詞續》、《翠樓曲稿》、《思痛集》、《中興集》、《夜錦集》、《微雲詞》及《冷香詞》。:370

## 外部連結
- 許宛：〈我所認識的陳小翠先生〉，《東方早報》（2011年2月27日） （页面存档备份，存于）
- 孫煒：巾幗筆墨不讓鬚眉：民國上海“中國女子書畫會”逸事 （页面存档备份，存于）
- 中國書畫網：滬上名媛陳小翠的畫與詩 （页面存档备份，存于）